# Soaresia velutina
 Soaresia velutina   Sch.Bip., 1864 è un genere di piante angiosperme dicotiledoni della famiglia delle Asteraceae. Soaresia velutina  è anche l'unica specie del genere Soaresia Sch.Bip., 1864 .

## Etimologia
Il nome scientifico della specie è stato definito per la prima volta dal botanico Carl Heinrich Schultz (1805-1867)nella pubblicazione " Jahresbericht der Pollichia, eines Naturwissenschaftlichen Vereins der bayerischen Pfalz" ( Jahresber. Pollichia 20-21. 377) del 1863. Il nome scientifico del genere è stato definito dallo stesso botanico nella medesima pubblicazione.

## Descrizione
La pianta di questa voce è un subarbusto con la parte basale del fusto formante uno xylopodio, ossia una colonna di legno corta ma robusta e nodosa. In genere le varie parti di questa pianta sono ricoperte da peli simmetrici a forma di "T" che formano delle superfici a feltro. Gli organi interni contengono lattoni sesquiterpenici.
Le foglie formano delle rosetta embricate; mentre lungo il caule sono disposte in modo alterno. La forma della lamina è pennatopartita (anche profondamente lobata). In alcune specie le venature sono quasi longitudinali con superfici argenteo-vellutate. I bordi possono essere continui, dentati o spinosi. Le stipole sono assenti. La superficie superiore è verde, quella inferiore è più scura.
Le infiorescenze sono formate da capolini sessili raccolti in formazioni glomerulose, in qualche caso sono spicate con maturazione orientata verso l'apice (gli organi più giovani sono verso l'alto, e quelli vecchi in basso). I capolini sono composti da un involucro a forma cilindrica, campanulata o globosa formato da circa 12 brattee disposte in modo embricato su circa 3 serie che fanno da protezione al ricettacolo sul quale s'inseriscono i fiori tubulosi. Il ricettacolo, piatto o convesso, è nudo (senza pagliette).
I fiori, pochi per ogni capolino (4), sono tetra-ciclici (ossia sono presenti 4 verticilli: calice – corolla – androceo – gineceo) e pentameri (ogni verticillo ha in genere 5 elementi). I fiori sono inoltre ermafroditi (e fertili) e actinomorfi.
- Formula fiorale:

*/x K {\displaystyle \infty }, [C (5), A (5)], G 2 (infero), achenio
- Calice: i sepali del calice sono ridotti ad una coroncina di squame.
- Corolla: la corolla dei fiori ha un tubo lungo con 5 lobi finali; la superficie dei lobi può essere sericea. Il colore in prevalenza è lavanda.
- Androceo: gli stami sono 5 con filamenti liberi e distinti, mentre le antere sono saldate in un manicotto (o tubo) circondante lo stilo.[13] Le teche delle antere sono arrotondate, mentre le antere sono caudate con appendici a pareti sottili e glabre (in alcuni pochi casi sono ricoperte da ghiandole). Il polline è tricolporato (con tre aperture sia di tipo a fessura che tipo isodiametrica o poro) ed echinato (con punte) e con lacune polari.[14]
- Gineceo: lo stilo è filiforme con base priva di nodi. L'ovario è infero uniloculare formato da 2 carpelli. L'ovulo è unico e anatropo. Gli stigmi dello stilo sono due ed hanno la superficie stigmatica interna (vicino alla base).[15]

I frutti sono degli acheni con pappo. La forma dell'achenio è cilindrico-prismatica (con 5 angoli) a 5 - 10 coste; i rafidi sono corti o allungati; la superficie può essere glabra o setolosa. Non è presente la fitomelanina. Il pappo è formato da 15 brevi setole o in altri casi da peli capillari e squamelle e può essere caduco.

## Biologia
- Impollinazione: l'impollinazione avviene tramite insetti (impollinazione entomogama tramite farfalle diurne e notturne).
- Riproduzione: la fecondazione avviene fondamentalmente tramite l'impollinazione dei fiori (vedi sopra).
- Dispersione: i semi (gli acheni) cadendo a terra sono successivamente dispersi soprattutto da insetti tipo formiche (disseminazione mirmecoria). In questo tipo di piante avviene anche un altro tipo di dispersione: zoocoria. Infatti gli uncini delle brattee dell'involucro si agganciano ai peli degli animali di passaggio disperdendo così anche su lunghe distanze i semi della pianta.

## Distribuzione e habitat
Le specie di questo gruppo si trovano principalmente in Brasile.

## Tassonomia
La famiglia di appartenenza di questa voce (Asteraceae o Compositae, nomen conservandum) probabilmente originaria del Sud America, è la più numerosa del mondo vegetale, comprende oltre 23 000 specie distribuite su 1 535 generi, oppure 22 750 specie e 1 530 generi secondo altre fonti (una delle checklist più aggiornata elenca fino a 1 679 generi). La famiglia attualmente (2021) è divisa in 16 sottofamiglie.

### Filogenesi
Le specie di questo gruppo appartengono alla sottotribù Chrestinae descritta all'interno della tribù Vernonieae Cass. della sottofamiglia Vernonioideae Lindl.. Questa classificazione è stata ottenuta ultimamente con le analisi del DNA delle varie specie del gruppo. Da un punto di vista filogenetico in base alle ultime analisi sul DNA la tribù Vernonieae è risultata divisa in due grandi cladi: Muovo Mondo e Vecchio Mondo; a sua volta entrambi divisi in due subcladi. Il genere di questa voce appartiene al subclade relativo all'America tropicale (l'altro subclade americano comprende anche specie del Nord America e del Messico).
I caratteri distintivi della sottotribù sono i seguenti:
- le infiorescenze si presentano in modo strettamente spicato con un tipo di maturazione fortemente acropetala;
- il polline normalmente non è "lophato" (con rilevi e avvallamenti);
- i rafidi spesso sono allungati.

I caratteri distintivi per il genere di questa specie sono:
- le infiorescenze sono formate da capolini sorretti da alcune larghe foglie embricate;
- le foglie sono ampie con la superficie percorsa da poche sublongitudinali vene.

### Sinonimi
Sono elencati alcuni sinonimi per questa entità:
- Bipontia S.F.Blake
- Bipontia velutina (Sch.Bip.) S.F.Blake